# Remagine
Remagine − piąty studyjny album holenderskiej grupy After Forever wydany 8  września 2005 roku przez wytwórnię Transmission.

## Lista utworów
1. "Enter"  – 1:05
2. "Come"  – 5:02
3. "Boundaries Are Open"  – 3:44
4. "Living Shields"  – 4:12
5. "Being Everyone"  – 3:39
6. "Attendance"  – 3:28
7. "Free of Doubt"  – 4:41
8. "Only Everything"  – 6:36
9. "Strong"  – 3:39
10. "Face Your Demons"  – 4:56
11. "No Control"  – 3:18
12. "Forever"  – 5:10

### Utwory bonusowe
1. "Taste The Day"
2. "Live And Learn"
3. "Strong" (Piano Version)

### Dodatkowa płyta DVD
1. Making Of...Remagine

## Twórcy
- Floor Jansen - wokal
- Sander Gommans - gitara, growl
- Bas Maas - gitara, wokal
- Luuk van Gerven - gitara basowa
- Joost van den Broek - keyboard
- Andre Borgman - perkusja

### Gościnny występ
- Marco Hietala (Nightwish) - wokal w "Face Your Demons"

### Chór
- Floor Jansen - Sopran
- Rannveig Sif Sigurdardottir - Mezzosopran
- Amanda Somerville - Alt
- Previn Moore - Baryton